# Jauhienij Hutarowicz
Jauhienij Eduardawicz Hutarowicz (biał. Яўгеній Эдуардавіч Гутаровіч; ur. 29 listopada 1983 w Mińsku) – białoruski kolarz szosowy. Olimpijczyk (2012).
Największym sukcesem zawodnika jest etapowe zwycięstwo w Vuelta a España 2010, czterokrotne mistrzostwo Białorusi w wyścigu ze startu wspólnego i zwycięstwa etapowe w Tour de Pologne (2010, 2014), Vuelta a Burgos i Tour Méditerranéen. Jako amator trzykrotnie wygrał etap w Circuit des Ardennes w 2006.

## Najważniejsze zwycięstwa i sukcesy
2006
- 1. miejsce na 3. i 4. etapie Circuit des Ardennes

2008
- 1. miejsce w mistrzostwach Białorusi (wyścig ze startu wspólnego)
- 1. miejsce na 2. etapie Driedaagse van West-Vlaanderen
- 1. miejsce na 2. i 4. etapie Vuelta a Burgos

2009
- 1. miejsce w Tour de la Somme
- 1. miejsce na 1. i 5. etapie Tour Méditerranéen
- 1. miejsce w mistrzostwach Białorusi (wyścig ze startu wspólnego)

2010
- 1. miejsce na 1. i 3. etapie Tour Méditerranéen
- 1. miejsce na 1. etapie Circuit de Lorraine
- 1. miejsce na 3. etapie Tour de Pologne
- 1. miejsce na 2. etapie Vuelta a España

2011
- 1. miejsce w Etoile de Bessèges
- 1. miejsce w Coppa Bernocchi
- 2. miejsce w Kuurne-Bruksela-Kuurne
- 3. miejsce w Scheldeprijs
- 1. miejsce w Nationale Sluitingsprijs
- 1. miejsce na 2. etapie Tour du Poitou-Charentes
- 2. miejsce w Paryż-Bruksela

2012
- 2. miejsce w Kuurne-Bruksela-Kuurne
- 1. miejsce w mistrzostwach Białorusi (wyścig ze startu wspólnego)
- 1. miejsce na 1. i 2a etapie Tour de l’Ain
- 2. miejsce w Châteauroux Classic

2013
- 2. miejsce w Classic Loire Atlantique
- 2. miejsce w Route Adélie de Vitré
- 3. miejsce w Val d’Ille Classic
- 3. miejsce w La Roue Tourangelle

2014
- 8. miejsce w Gandawa-Wevelgem
- 2. miejsce w La Roue Tourangelle
- 1. miejsce w Grand Prix de la Somme
- 1. miejsce w mistrzostwach Białorusi (wyścig ze startu wspólnego)
- 1. miejsce na 1. etapie Tour de Pologne
  - 1. miejsce w klasyfikacji punktowej
- 2. miejsce w Grand Prix d’Isbergues
- 2. miejsce w Paryż-Bourges

2015
- 1. miejsce na 5., 7. i 8. etapie La Tropicale Amissa Bongo
- 3. miejsce w Scheldeprijs
- 3. miejsce w World Ports Classic
- 2. miejsce w Arnhem-Veenendaal Classic
- 2. miejsce w Tour de Vendée

2016
- 1. miejsce na 7. etapie La Tropicale Amissa Bongo
- 5. miejsce w Nokere Koerse
- 2. miejsce w Minsk Cup
- 3. miejsce w Grand Prix Minsk

## Rankingi
| Rok                | 2006 | 2007 | 2008 | 2009 | 2010 | 2011 | 2012 | 2013 | 2014 | 2015 | 2016 |
| ------------------ | ---- | ---- | ---- | ---- | ---- | ---- | ---- | ---- | ---- | ---- | ---- |
| UCI ProTour        | -    | -    | 115. |      |      |      |      |      |      |      |      |
| UCI World Calendar |      |      |      | 149. | 115. |      |      |      |      |      |      |
| UCI World Tour     |      |      |      |      |      |      | 175. | 190. | 113. |      | -    |
| World Ranking      |      |      |      |      |      |      |      |      |      |      | 281. |
| UCI Europe Tour    | 571. | 115. |      |      |      | 2.   |      |      |      | 27.  | 162. |
| UCI Asia Tour      | -    | -    |      |      |      | -    |      |      |      | -    | 296. |
| UCI America Tour   | -    | -    |      |      |      | -    |      |      |      | 281. | -    |
| UCI Africa Tour    | -    | -    |      |      |      | -    |      |      |      | 39.  | 94.  |
|                    |      |      |      |      |      |      |      |      |      |      |      |
| Źródło: UCI        |      |      |      |      |      |      |      |      |      |      |      |